# 蓋勒敏
蓋勒敏是非洲北部國家摩洛哥的城市，也是蓋勒敏-農河大區的首府，位於阿加迪爾以南200公里，距離大西洋30公里，每年平均降雨量217毫米，農業是該地區的主要經濟活動，2004年人口95,749。

## 外部連結
- Lexicorient （页面存档备份，存于）

28°59′N 10°04′W / 28.983°N 10.067°W